# Eparchie kostromská
Eparchie Kostroma je eparchie ruské pravoslavné církve nacházející se v Rusku.

## Území a titul biskupa
Zahrnuje správní hranice území městského okruhu Kostroma, Buj a Volgorečensk, také Bujského, Kostromského, Krasnoselského, Něrechtského, Sudislavlského a Susaninského rajónu Kostromské oblasti.
Eparchiálnímu biskupovi náleží titul biskup kostromský a něrechtský.

## Historie
Podle místního historika 19. století protojereje Michaila Dieva bylo území eparchie od počátků křesťanství na tomto území součástí rostovské eparchie. Následně se stala součástí vladimirské eparchie.
Se zřízením patriarchátu roku 1589 se Kostroma a Galič staly součástí patriarchální oblasti. Roku 1721 byla patriarchální oblast přeměněna na synodální oblast. Dne 1. září 1742 byla zřízena eparchie moskevská.
Dne 18. června 1744 zaslal Nejsvětější synod carevně Alžbětě Petrovně návrh na zřízení nových eparchií ve Vladimiru, Kostromě, Pereslavl-Zalesskij a Tambově. Dne 16. července 1744 podepsala carevna dekret o zřízení těchto eparchií.
Prvním eparchiálním biskupem se stal archimandrita Simon (Todorskij), který však nestihl navštívit své katedrální město. Nejprve jako člen Nejsvětějšího synodu musel zůstat v hlavním městě a následně byl jmenován arcibiskupem Pskova.

## Seznam biskupů
- 1745–1745 Simon (Todorskij), místně svatořečený
- 1745–1750 Silvestr (Kuljabka)
- 1753–1757 Gennadij (Andrejevskij)
- 1758–1769 Damaskin (Askaronskij)
- 1769–1778 Simon (Lagov)
- 1788–1800 Pavel (Zernov)
- 1800–1811 Jevgenij (Romanov)
- 1812–1817 Sergij (Krylov-Platonov)
- 1817–1830 Samuil (Zapolskij-Platonov)
- 1830–1836 Pavel (Podlipskij)
- 1836–1842 Vladimir (Aljavdin)
- 1842–1845 Vitalij (Ščepetěv)
- 1845–1850 Iustin (Michajlov)
- 1850–1853 Leonid (Zareckij)
- 1853–1857 Filofej (Uspenskij)
- 1857–1877 Platon (Fivejskij)
- 1878–1883 Ignatij (Rožděstvenskij)
- 1883–1888 Alexandr (Kulčickij)
- 1888–1891 Avgustin (Guljanickij)
- 1891–1905 Vissarion (Něčajev)
- 1905–1914 Tichon (Vasilevskij)
- 1914–1918 Jevgenij (Berežkov)
- 1918–1918 Jevdokim (Meščerskij), dočasný administrátor
- 1918–1919 Filaret (Nikolskij), dočasný administrátor
- 1920–1922 Sevastian (Věsti)
- 1922–1922 Serafim (Meščerjakov)
- 1923–1929 Sevastian (Věsti), podruhé
- 1929–1930 Dimitrij (Dobroserdov), svatořečený mučedník
- 1930–1930 Gurij (Stěpanov), odmítl jmenování, svatořečený mučedník
- 1930–1932 Dimitrij (Dobroserdov), podruhé
- 1932–1937 Nikodim (Krotkov), svatořečený mučedník
- 1937–1937 Feodosij (Kirika)
  - 1937–1945 eparchie neobsazena
- 1946–1953 Antonij (Krotěvič)
- 1953–1954 Ioann (Razumov)
- 1954–1956 Arsenij (Krylov)
- 1956–1959 Sergij (Kostin)
- 1959–1961 Pimen (Izvekov), dočasný administrátor
- 1961–1961 Ioann (Lavriněnko)
- 1961–1961 Donat (Ščjogolev)
- 1961–1964 Nykodym (Rusnak)
- 1964–1988 Kassian (Jaroslavskij)
- 1988–1989 Iov (Tyvonjuk)
- 1989–2010 Alexandr (Mogiljov)
- 2010–2013 Alexij (Frolov)
- od 2013 Ferapont (Kašin)